# 爨龙颜碑
爨龙颜碑位于中国云南省曲靖市陆良县马街镇薛官堡村，全称宋故龙骧将军护镇蛮校尉宁州刺史邛都县侯爨使君之碑，1961年被列为第一批全国重点文物保护单位。
爨龙颜碑立于南朝宋大明二年（458年），高3.38米，上端宽1.35米，下端宽1.46米，厚1.25米。其书体为楷书，有隶书遗意，在中国书法史上具有重要地位。

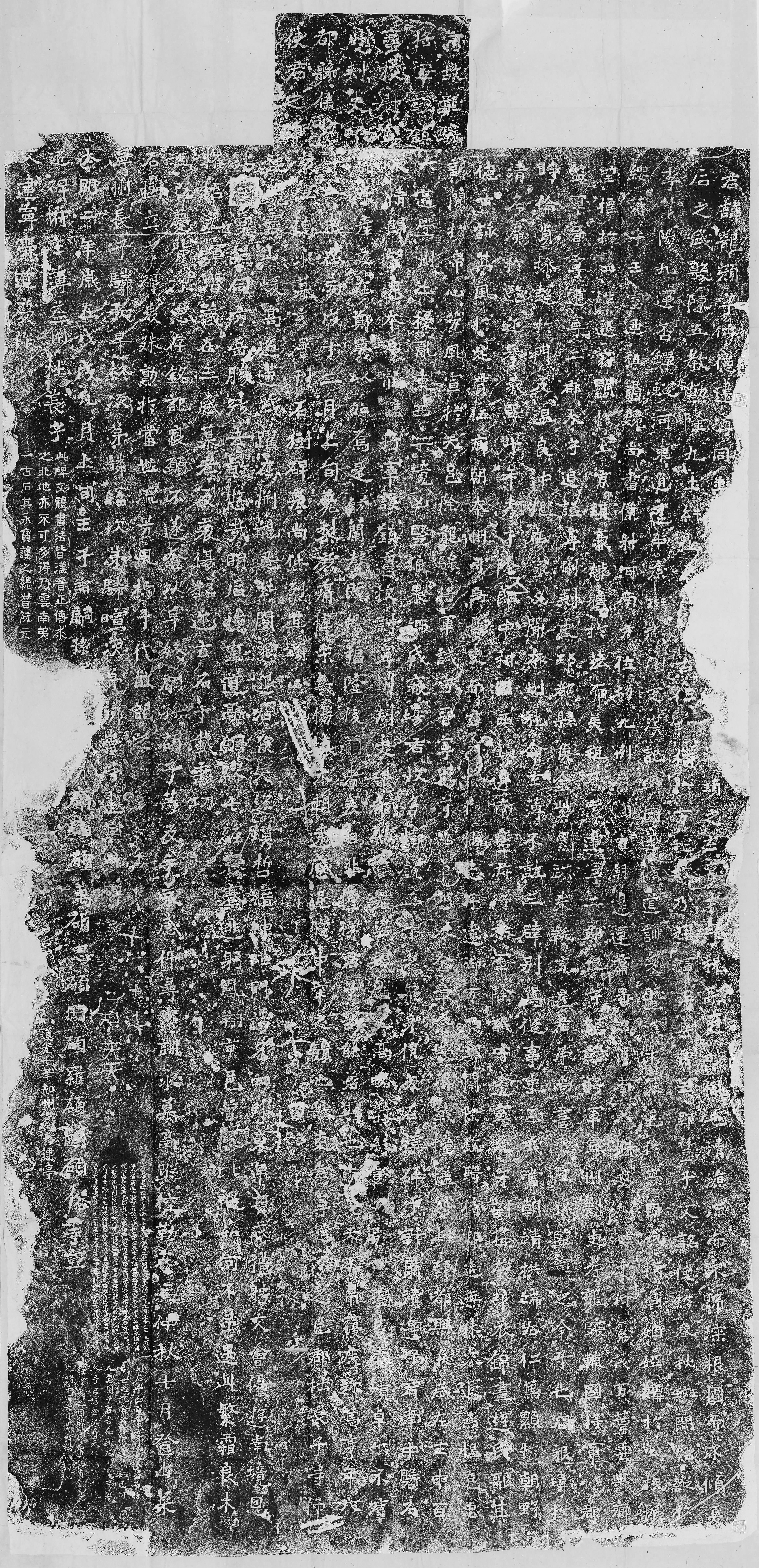
拓片
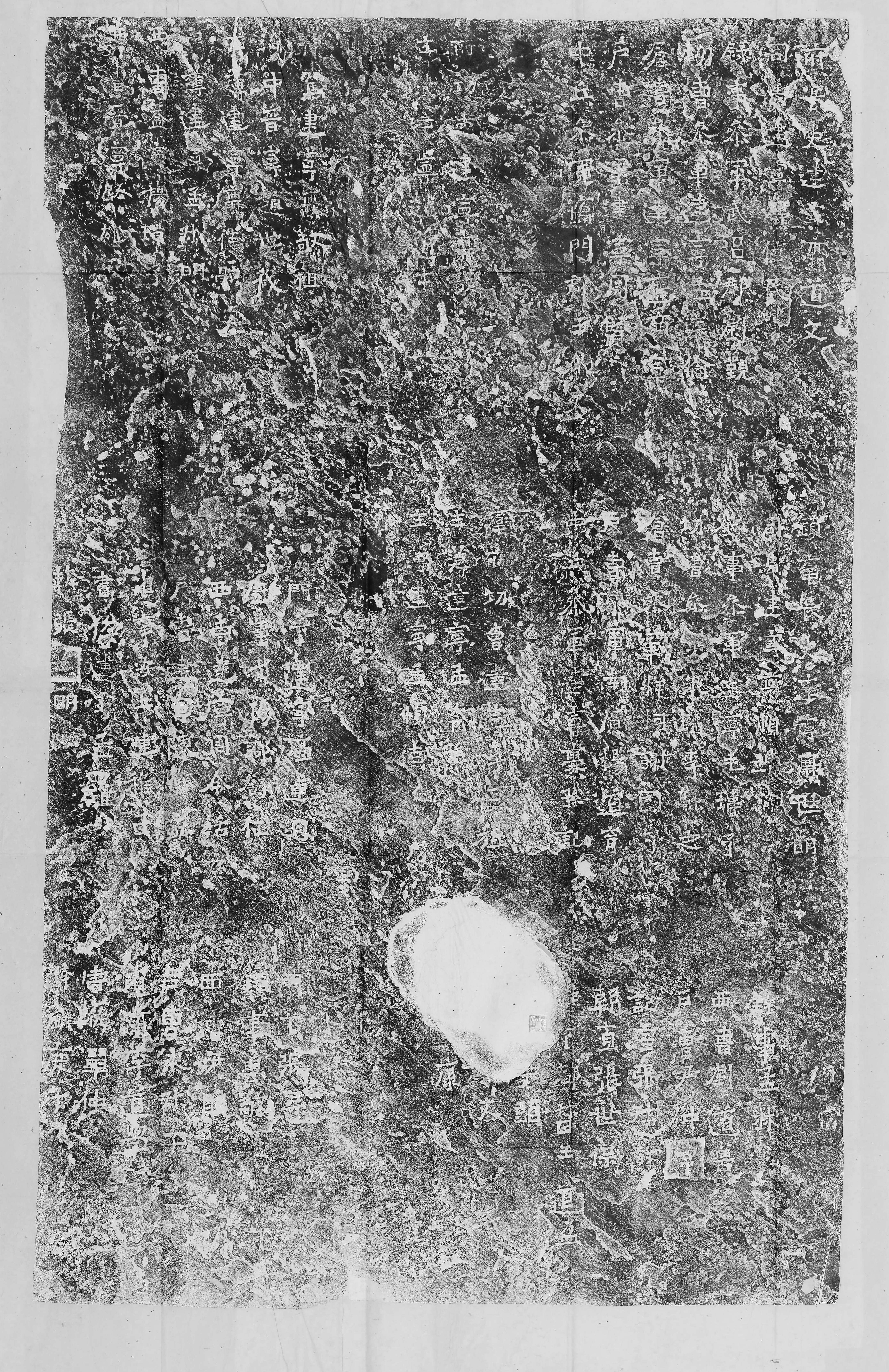
拓片（碑阴）

## 外部連結
- 维基文库中的相關文獻：爨龙颜碑
- 《爨龙颜碑》碑文 （页面存档备份，存于）（名古屋大学雲南地方史研究室，底本为孙太初《云南古代石刻丛考》以及《云南史料丛刊》第一巻）
- 《滇南古金石錄·劉宋爨使君碑》